# Chiquititas (1997)
Chiquititas é uma telenovela brasileira co-produzida pelo SBT e pela argentina Telefe e exibida pelo SBT entre 28 de julho de 1997 à 17 de janeiro de 2001, em 786 capítulos divididos em cinco temporadas. Baseada na telenovela argentina de mesmo nome, de Cris Morena, foi adaptada para o Brasil por Ecila Pedroso na primeira temporada e Caio de Andrade nas seguintes, com colaboração de Gustavo Barrios, Patricia Maldonado, Delia Maunas, Horacio Marshall e Ricardo Morteo, sob direção de Hernan Abrahamsohn, Eugenio Gorkin, Gustavo Luppi e Claudio Ferrari. Foi inteiramente gravada na Argentina.
Contou com Flávia Monteiro como protagonista e apresentou um elenco adulto e infantil que variou ao longo das cinco temporadas.

## Produção
Em 1997, após a experiência com dramatugia infantil em Colégio Brasil (1996), Silvio Santos decidiu continuar investindo no gênero e comprou os direitos do Disney Club e da telenovela argentina Chiquititas. A primeira temporada teve um orçamento estimado de 7 milhões de reais. Originalmente pensou-se em chamar a novela de "Pequeninas" ou "Cantinho de Luz", porém decidiu-se manter o título em espanhol. Ecila Pedroso assinou a tradução dos textos na primeira temporada e Caio de Andrade a partir da segunda. Cada criança recebia um salário de 1200 reais – cerca de 10 salários mínimos na época – e mais uma ajuda de custo de 3000 reais para se manter na Argentina.

### Gravações
Como a Chiquititas original ainda estava sendo gravada, o SBT firmou uma parceria com a emissora argentina Telefe para que a versão brasileira também fosse gravada em Buenos Aires, aproveitando os cenários e equipe já disponível e evitando assim gastos para montar a mesma estrutura no Brasil. Em maio de 1997, o produtor Roberto Monteiro e todo o elenco se mudaram para Buenos Aires. As crianças foram acompanhadas por um familiar responsável e se instalaram em dois prédios alugados exclusivamente para eles pelo SBT. As gravações começaram na Telefe em 2 de junho.
Com exceção de "Era Uma Vez", "Até 10", "Sinais", "Mentirinhas" e "Por que Deus?", todos os demais videoclipes da primeira temporada foram gravados no Brasil antes da viagem, em maio de 1997, usando locações externas como o Museu do Ipiranga, a Avenida Paulista, o Viaduto do Chá, o Largo da Memória, o Theatro Municipal de São Paulo e o Memorial da América Latina. Nas temporadas seguintes as gravações dos videoclipes continuaram sendo divididos: parte gravada na Argentina e parte no Brasil, na quinta e última temporada, o elenco viajou para Fernando de Noronha gravar os vídeos de "Passarinho", "Liberdade", "Estrela", "Não Pode Ser" e "No Começo". A direção dos videoclipes era feita por Carlos Dell'Isola e Jose Luis Massa e as músicas eram adaptadas para o português por Caion Gadia.

### Escolha do elenco
Flávia Monteiro foi convidada especialmente por Nilton Travesso, diretor de teledramaturgia do SBT na época, para interpretar a protagonista Carol, tendo que fazer aulas de canto e dança para o papel. Na primeira temporada, testes com 3000 atores mirins enviados por agências de publicidade foram realizados para escolher as crianças iniciais. Nesses testes participaram atores que futuramente ficariam conhecidos, como Paloma Bernardi e Karina Dohme. Carla Diaz e Beatriz Botelho não fizeram testes, sendo convidadas por Cris Morena após ver a primeira em um comercial e a segunda no filme A Origem dos Bebês segundo Kiki Cavalcanti. Para Mili, Nilton queria uma criança com mais experiência pela carga emocional da personagem, escolhendo nos testes Fernanda Souza, que já tinha interpretado uma órfã em Razão de Viver.
Em 1998, para a primeira fase da terceira temporada, o SBT realizou testes abertos para crianças e adolescentes entre 6 e 16 anos de todo o Brasil, não necessitando ter experiência com atuação ou estar em alguma agência, apenas comparecendo em uma das cidades base das audições. São Paulo recebeu 15 mil crianças para os testes, Rio de Janeiro 10 mil e Recife 6 mil. Foi a primeira e única vez que testes abertos foram realizados, voltando à selecionar crianças de agências nas temporadas seguintes, tamanho o descontrole ocorrido nas audições abertas.
Diferente da original que trazia apenas atores mirins brancos, a versão brasileira destacou-se pela representatividade ao incluir crianças negras ou de descendência nativa como Aretha Oliveira, Pierre Bittencourt, Giselle Medeiros, Pollyana López, Luan Ferreira, Allan César Dias e Cauã Bernardes Souza, além de crianças de ascendência asiática como Vivian Nagura e Fabio Bruci Wu.

### Uniformes
- 1ª temporada: Primeira fase: camiseta branca com vestido verde por cima. Segunda fase: camisa xadrez manga curta com vestido bege por cima para as meninas e a mesma blusa com calça bege para os meninos.
- 2ª temporada: Primeira fase: camiseta branca com colete vermelho por cima e shorts ou calça jeans. Segunda fase: camisa xadrez de manga longa com shorts ou saia jeans.
- 3ª temporada: Volta da camiseta branca com colete vermelho por cima e shorts ou calça jeans.
- 4ª Temporada: Camisa xadrez manga longa com vestido azul por cima para as meninas e a mesma camisa com colete bege por cima e calça jeans para os meninos.
- 5ª Temporada: Camiseta branca com vestido cinza por cima para as meninas e a mesma camiseta com calça cinza para os meninos.

### Remake
Em agosto de 2012 foi anunciado que Chiquititas ganharia uma segunda versão, readaptada pela autora Iris Abravanel para substituir Carrossel. A obra estreou em 15 de julho de 2013 e ficou no ar até 2015, tendo duas temporadas. Diferente de 1997, que era fiel à original argentina, a versão de 2013 teve os rumos da história alterados e eliminou alguns personagens centrais da primeira versão, como Fran e Estrela.

## Temporadas
| Temporada | Temporada | Episódios | Episódios | Exibição no Brasil    | Exibição no Brasil     |
| Temporada | Temporada | Episódios | Episódios | Estreia               | Final                  |
| --------- | --------- | --------- | --------- | --------------------- | ---------------------- |
|           | 1         | 108       | 108       | 28 de julho de 1997   | 29 de novembro de 1997 |
|           | 2         | 183       | 183       | 1 de dezembro de 1997 | 31 de julho de 1998    |
|           | 3         | 181       | 105       | 3 de agosto de 1998   | 25 de dezembro de 1998 |
|           | 3         | 181       | 76        | 5 de abril de 1999    | 19 de julho de 1999    |
|           | 4         | 119       | 119       | 20 de julho de 1999   | 31 de dezembro de 1999 |
|           | 5         | 195       | 195       | 17 de abril de 2000   | 17 de janeiro de 2001  |

## Enredo

### Primeira temporada
No passado, o Dr. José Ricardo não admitiu que sua filha Gabriela engravidasse de um homem pobre e, por isso, roubou a neta recém-nascida, fundando o orfanato Raio de Luz para criá-la em segredo. Após 12 anos, Gabriela tornou-se uma mulher perturbada, enquanto Mili vive no orfanato com as órfãs Vivi, Tati, Bia, Cris, Ana e a rebelde novata Pata. O local, onde trabalham a rígida zeladora Ernestina e o amoroso cozinheiro Chico, torna-se palco de uma disputa pela diretoria entre a noiva de José Ricardo, Cíntia, que esconde um passado ligado ao orfanato, e sua irmã, a diabólica Carmem.
A rotina do orfanato muda com a chegada de Carolina, uma jovem, afilhada de Chico, que passa a cuidar das meninas com carinho pela primeira vez. No entanto, ela começa a ser perseguida por José Ricardo ao se apaixonar por seu filho, Júnior, que retorna ao Brasil após 15 anos na Europa e também é alvo da obsessiva Maria Cecília.
A situação piora com a morte de Letícia, melhor amiga de Carolina, que deixa órfã sua filha, a pequena Dani. José Ricardo usa sua influência para impedir que Carolina adote a menina, forçando-a a se afastar de Júnior. Dani acaba indo parar no Raio de Luz, o que desperta nela um ciúme crescente ao ver Carolina acolher também a pequena Maria, encontrada nas ruas.
Com a chegada de Carolina, o orfanato passa a receber novos órfãos, como os meninos de rua Rafa, Binho e Mosca — irmão de Pata. Pressionada por Cíntia a se corromper, Ernestina abandona o emprego, sendo substituída secretamente por sua irmã gêmea malvada, Matilde.
Ao longo da trama, Mili vive a descoberta do primeiro amor com Júlio, sobrinho de Carmem, enquanto se forma um triângulo amoroso entre Mosca, Vivi e o garoto rico Matias. Na reta final, desiludido com o distanciamento de Carolina, Júnior decide levar Gabriela para a Europa a fim de ajudá-la a recuperar a memória. Após sofrer um acidente no orfanato, Dani fica em estado grave, mas é salva pelo jovem cirurgião Dr. Fernando Brausen.

### Segunda temporada
Após a repentina morte de José Ricardo, Carmem assume a gestão de seus negócios — com exceção do orfanato, que, conforme o testamento, passa a ser dirigido por Carolina. Isso dá início a uma verdadeira guerra entre as duas, com Matilde ainda se passando por Ernestina e ajudando a vilã em suas armações.
Carolina também vive uma relação conturbada de amor e ódio com Fernando, o médico que cuida de Dani, enquanto enfrenta a interferência de Linda Ribeiro, mãe de João Pedro, que logo se apaixona por Mili. Paralelamente, Júlio inicia um romance com Pata.
Novos personagens chegam ao orfanato: Pollyana, sobrinha de Chico, além dos órfãos Fabio, Thiago, Guilherme e a cruel Marian, que começa a praticar diversas maldades contra as outras crianças. Maria descobre que, no subsolo do orfanato, vive o misterioso Miguel — um homem que usa uma máscara para esconder uma cicatriz, resultado de um acidente de avião causado por uma sabotagem.
Miguel suspeita que o acidente foi provocado por José Ricardo, com a ajuda de Carmem, para separá-lo de Gabriela. Ele retorna com o objetivo de descobrir qual das órfãs é sua filha, infiltrando sua amiga e confidente Roberta no orfanato. Aos poucos, Miguel desenvolve uma obsessão por Carolina.
Na reta final, Mili sofre um acidente provocado por Marian e perde a visão. Vivi e Tati vão morar com o pai, Cícero, agora recuperado do alcoolismo. No entanto, poucos capítulos depois, Tati retorna sozinha ao orfanato, explicando que Vivi ganhou uma bolsa para seguir carreira como modelo e que o pai estava sempre ausente.
Thiago é adotado por um casal rico; Ana e Fabio são adotados por Roberta; Dani reencontra o pai indo embora com ele que também adota Binho; Júlio volta a viver com sua mãe; e Bia descobre ser irmã de Matias, indo morar com ele e sua madrasta nos Estados Unidos, após a morte do pai.
Ernestina retorna, desmascara Matilde e se declara para Chico. Os dois decidem partir juntos para Campinas, onde fundam um novo orfanato com Pollyana e Cris. Enquanto isso, Carmem consegue vender o casarão onde funciona o Raio de Luz e despeja Carolina e as crianças.

### Terceira temporada
- Primeira fase

O benfeitor Pedro Vega cede um novo casarão para que o orfanato Raio de Luz se instale. No entanto, as crianças e Carolina se deparam com a governanta Helena, uma mulher cínica que tenta expulsá-los e guarda um grande segredo: mantém sua neta Lúcia presa em um quarto no porão.
Novos órfãos chegam ao orfanato: Fran, Samuca, Nádia, Gigio e Neco — que descobre a existência de Lúcia e passa a contar histórias sobre o mundo para a menina. Na mesma rua do novo Raio de Luz, vivem outras crianças, como Tatu, Bel, Janjão, Janu, Dina e André, que se torna o novo interesse amoroso de Pata. Mili conhece e se apaixona pelo músico Luca.
Gabriela retorna da Europa recuperada, determinada a descobrir o paradeiro de sua filha. No entanto, Carmem arma para impedir a revelação e orienta Marian a se passar pela verdadeira herdeira.
Enquanto isso, Carolina enfrenta dois desafios: o retorno de Andréa, ex-noiva de Fernando, que usa o filho Diego para tentar reatar com ele, e uma batalha judicial com o arrogante Felipe, que acredita ser o pai biológico de Maria.
No desfecho, Mili recupera a visão e finalmente descobre que Gabriela é sua mãe, partindo com ela para Londres. Enquanto isso, Rafa forma uma dupla musical com Luca, e juntos passam a viajar pelo Brasil fazendo shows.
- Segunda fase

Carmem torna-se proprietária do casarão após se casar com Pedro Vega, que acabou falecendo. Fingindo estar regenerada, ela promete não expulsar os órfãos novamente — mas, na verdade, ela e seu assistente Zigfrido estão em busca de um tesouro escondido no local pelo falecido.
A justiça determina que Carolina e Felipe compartilhem a guarda de Maria, o que gera diversos conflitos entre eles. No entanto, com o tempo, os desentendimentos dão lugar ao afeto, e os dois acabam se apaixonando, formando um quarteto amoroso com Fernando e Andréa.
No orfanato, chega Zeca, um novo órfão que logo se apaixona pela vizinha Bel. A bem-humorada cozinheira Teresa, mãe de Janjão, passa a trabalhar no Raio de Luz. Amanda Duarte, famosa atriz se aproxima de Pata por acreditar que ela possa ser sua filha perdida.
No final, Fernando decide ir embora com Diego e Andréa, após ela ser diagnosticada com uma doença grave.

### Quarta temporada
Após conseguir a escritura do casarão, Helena afirma estar arrependida do que fez com a neta e se apresenta como nova benfeitora do Raio de Luz. No entanto, ela começa a tramar para que Carolina pareça estar maltratando as crianças, na tentativa de recuperar a guarda de Lúcia. Para isso, conta com a ajuda de Simão e Hannelore — crianças revoltadas, vindas do reformatório e infiltradas no orfanato — e de Matilde, que retorna fingindo ter perdido a memória e passa a manipular Marian.
Novos órfãos chegam ao orfanato: Ciça, Bernardo, Bento e Guido — que acredita que Neco é seu irmão perdido — além de Yago, um menino que vivia na selva após a morte dos pais e que é encontrado por Tati, quando ela se perde durante um acidente.
Carolina se vê envolvida em um triângulo amoroso com Felipe e seu irmão gêmeo, Manuel, enquanto tenta resgatar Nádia, que foi adotada por uma mulher que a obriga, junto com a pequena Bruna, a pedir esmolas nas ruas. Destaca-se ainda o romance proibido entre Mosca e a rica Lila, cuja mãe, Eugênia, não aceita o relacionamento.
Na reta final, Felipe recebe uma proposta de trabalho nos Estados Unidos e vai embora com Maria. Ciça e Nádia vão morar no Canadá com a professora Gardênia. Gigio e Samuca são reintegrados às suas famílias. Tati e Yago são adotados por Priscila, que já havia adotado Vivi. Teresa se muda para o Rio de Janeiro para trabalhar, enquanto Marian, Simão, Bernardo e Hannelore são enviados para o orfanato de Ernestina. Bel passa a integrar o Raio de Luz após ser resgatada por Carolina da situação de violência doméstica que sofria.

### Quinta temporada
Enquanto Carolina está viajando para um congresso, a justiça ordena a penhora dos bens de Helena, foragida por seus crimes, inclusive o casarão, então a nova zeladora, Estrela, leva todos para o sítio de seu avô Tonico no interior de São Paulo. Lá as crianças precisam aprender a conviver com Rodrigo, Inês, Fabrício, Ruivo e Matheus, arrogantes e mimados que são filhos e netos de Tonico, mas que cresceram abandonados e sem amor na mansão, uma vez que o velho vive recluso no celeiro desde a morte da esposa. No sítio há uma gigante árvore centenária que abriga túneis subterrâneos que levam ao Bosque Encantado e ao Bosque do Terror, onde eles descobrem criaturas mágicas e vivem aventuras.
No entanto o sítio está a perigo de ser destruído por um projeto de exploração madeireira liderado por Rian, filho de Tonico, que chega com o filho Lucas e a maquiavélica noiva Cora, mãe de Talita e que está sob teste para adotar Hannelore. A volta de Carolina faz Rian se apaixonar por ela e começar a rever as coisas realmente importantes da vida, enquanto ela apresenta aos jovens ricos o que é afeto pela primeira vez. Um triângulo se forma entre Fran, Rodrigo e o recém chegado Yuri. Na reta final Bel e Tatu são reintegrados em suas famílias, Pata e Mosca finalmente são adotados por Amanda Duarte, já Carolina e Rian se casam e adotam as crianças restantes do Raio de Luz: Fran, Zeca, Maurício, Hannelore, Neco, Lúcia e Bruna.

## Exibição
Chiquititas foi a telenovela brasileira com o maior número de capítulos, somando 786. No entanto, não é considerada a mais longa da história, uma vez que houve duas interrupções durante sua exibição. O fato passou a acontecer após os pais dos atores mirins reinvindicarem férias para eles, que estavam trabalhando há quase 2 anos sem parar, sendo que o SBT passou a ceder 3 meses de folga a cada início de ano. Entrou no ar em 28 de julho de 1997, substituindo a mexicana Maria do Bairro. Entre 4 de janeiro e 5 de abril de 1999 foi exibida a mexicana Luz Clarita durante as férias entre as duas fases da terceira temporada. Entre  3 de janeiro e 24 de abril de 2000 foi exibida a mexicana O Diário de Daniela durante as férias da quarta para a quinta temporada. O último capítulo foi ao ar em 17 de janeiro de 2001, totalizando cinco temporadas e sendo substituída pela mexicana Gotinha de Amor.

### Reprise
A primeira temporada e os capítulos iniciais da segunda foram reprisados entre 22 de novembro de 2004 e 9 de abril de 2005 às 18h30 com a intenção de fazer frente à A Escrava Isaura, na Record, que havia tirado a vice-liderança do SBT. A reprise, no entanto, contou com edições significativas: diversos episódios foram condensados, resultando em capítulos editados de forma fragmentada, reunindo cenas de vários episódios originais em um só. Os problemas com direitos autorais da Telefe unido ao fato de não conseguir recuperar a vice-liderança fez Chiquititas sair do ar dando lugar ao Programa do Ratinho.

### Outras mídias
A novela está sendo exibida no canal fast +Novelas do serviço de streaming gratuito +SBT, estreando com uma maratona dos primeiros cinco capítulos em loop entre os dias 24 e 25 de dezembro e no dia 26 de dezembro a primeira temporada estreou oficialmente no horário das 21 horas, com reprises em vários horários.  Em 23 de janeiro de 2025, a novela passou a integrar o catálogo do serviço, com a disponibilização de 20 capítulos por mês. A partir de 5 de maio de 2025, o +Novelas passou a exibir dois capítulos por dia, ampliando para 40 o número de capítulos adicionados mensalmente ao catálogo. Já a partir de 11 de agosto de 2025, o canal passou a exibir três capítulos por dia, com início antecipado para as 20 horas.
| Temporada | Temporada | Episódios | Episódios | Exibição no +SBT       | Exibição no +SBT      |
| Temporada | Temporada | Episódios | Episódios | Estreia                | Final                 |
| --------- | --------- | --------- | --------- | ---------------------- | --------------------- |
|           | 1         | 108       | 108       | 26 de dezembro de 2024 | 15 de maio de 2025    |
|           | 2         | 183       | 183       | 15 de maio de 2025     | 5 de setembro de 2025 |

## Elenco

### Elenco adulto
| Intérprete          | Personagem                                  | Temporada | Temporada | Temporada | Temporada | Temporada | Temporada |
| Intérprete          | Personagem                                  | 1 1997    | 2 1998    | 3         | 3         | 4 1999    | 5 2000    |
| Intérprete          | Personagem                                  | 1 1997    | 2 1998    | 3.1 1998  | 3.2 1999  | 4 1999    | 5 2000    |
| ------------------- | ------------------------------------------- | --------- | --------- | --------- | --------- | --------- | --------- |
| Flávia Monteiro     | Carolina Correia (Carol)                    |           |           |           |           |           |           |
| Alex Benn           | José Ricardo Almeida Campos Júnior (Júnior) |           |           |           |           |           |           |
| Débora Olivieri     | Carmem Almeida Campos                       |           |           |           |           |           |           |
| Magali Biff         | Ernestina Alves                             |           | part.     |           |           | part.     |           |
| Magali Biff         | Matilde Alves / Martírio                    | part.     |           | part.     |           |           |           |
| Gésio Amadeu        | Francisco (Chico)                           |           |           |           |           |           |           |
| Jiddu Pinheiro      | Roberto Correia (Beto)                      |           |           |           |           |           |           |
| Fabiana Uria        | Cíntia Werner / Cíntia Camargo              |           |           |           |           |           |           |
| Rogério Márcico     | Dr. José Ricardo Almeida Campos             |           |           |           |           |           |           |
| Cláudia Santos      | Gabriela Almeida Campos (Gabi)              |           |           |           |           |           |           |
| Vanusa Ferlin       | Gabriela Almeida Campos (Gabi)              |           | part.     |           |           |           |           |
| Carmela Medeiros    | Maria Cecília Veiga Lopes                   |           |           |           |           |           |           |
| Bibi Vogel          | Fernanda Veiga Lopes                        |           |           |           |           |           |           |
| Luciana Vicente     | Clarita                                     |           | part.     |           |           |           |           |
| Fabio Aste          | Armando Ferreira                            |           |           |           |           |           |           |
| Neusa Maria Faro    | Valentina Pereira                           |           |           |           |           |           |           |
| Nelson Freitas      | Dr. Fernando Brausen                        | part.     |           |           |           |           |           |
| Omar Calicchio      | Alfredo                                     |           |           |           |           |           |           |
| Mateus Carrieri     | Miguel Pereira (Mascarado/Fantasma)         |           |           |           |           |           |           |
| Cristina Bessa      | Roberta Ferreira Gomes                      |           |           |           |           |           |           |
| Manuela Assunção    | Linda Duprat Ribeiro                        |           |           |           |           |           |           |
| Gustavo Haddad      | Carlos Eduardo Correia (Cadu)               |           | part.     |           |           |           |           |
| Marcos Pasquim      | Felipe Mendes Ayala                         |           |           |           |           |           |           |
| Marcos Pasquim      | Manuel Mendes Ayala                         |           |           |           |           |           |           |
| Imara Reis          | Helena Kruegger                             |           |           |           |           |           |           |
| Bianca Rinaldi      | Andréa                                      |           |           |           |           |           |           |
| Lyliá Virna         | Julieta                                     |           |           |           |           |           |           |
| Valéria Sândalo     | Teresa Costa                                |           |           | part.     |           |           |           |
| André Cursino       | Álvaro                                      |           |           |           |           |           |           |
| Débora Falabella    | Estrela Bragança D'Ávila                    |           |           |           |           | part.     |           |
| Carmo Dalla Vecchia | Rian Bragança D'Ávila                       |           |           |           |           |           |           |
| Serafim Gonzalez    | Tonico Bragança D'Ávila                     |           |           |           |           |           |           |
| Larissa Bracher     | Cora Amarante Rocha                         |           |           |           |           |           |           |
| Malu Pessin         | Inácia (Iaiá)                               |           |           |           |           |           |           |
| Gilda Gentile       | Selma                                       |           |           |           |           |           |           |

### Elenco infantil e adolescente
| Intérprete           | Personagem                   | Temporada | Temporada | Temporada | Temporada | Temporada | Temporada |
| Intérprete           | Personagem                   | 1 1997    | 2 1998    | 3         | 3         | 4 1999    | 5 2000    |
| Intérprete           | Personagem                   | 1 1997    | 2 1998    | 3.1 1998  | 3.2 1999  | 4 1999    | 5 2000    |
| -------------------- | ---------------------------- | --------- | --------- | --------- | --------- | --------- | --------- |
| Fernanda Souza       | Milena Pereira (Mili)        |           |           |           |           |           |           |
| Aretha Oliveira      | Patrícia (Pata)              |           |           |           |           |           |           |
| Francis Helena       | Cristina (Cris)              |           |           |           |           |           |           |
| Gisele Frade         | Beatriz Feraschi (Bia)       |           |           |           |           |           |           |
| Renata del Bianco    | Viviane Cícero (Vivi)        |           |           |           |           |           |           |
| Ana Olivia Seripieri | Tatiane Cícero (Tati)        |           |           |           |           |           |           |
| Beatriz Botelho      | Luciana (Ana)                |           |           |           |           |           |           |
| Giselle Medeiros     | Daniela Souza (Dani)         |           |           |           |           |           |           |
| Pierre Bittencourt   | Felipe (Mosca)               |           |           |           |           |           |           |
| Felipe Chammas       | Rafael (Rafa)                |           |           |           |           |           |           |
| Luan Ferreira        | Rubens (Binho)               |           |           |           |           |           |           |
| Paulo Nigro          | Júlio                        |           |           |           |           |           |           |
| Bruno de Andrade     | Matias Feraschi              |           | part.     |           |           |           |           |
| Carla Diaz           | Maria                        | part.     |           |           |           |           |           |
| Laura Feliciano      | Boneca Laurinha              | part.     |           |           |           |           |           |
| Thiago Oliveira      | Thiago                       |           |           |           |           |           |           |
| Gabriel Pinheiro     | João Pedro Ribeiro           |           |           |           |           |           |           |
| Fabio Bruci Wu       | Fabio                        |           |           |           |           |           |           |
| Thiago Pinheiro      | Guilherme (Guile)            |           |           |           |           |           |           |
| Mariane Oliva        | Marian                       |           |           |           |           |           |           |
| Pollyana López       | Pollyana (Polly)             |           |           |           |           |           |           |
| Elisa Veeck          | Maria Francisca (Fran)       |           | part.     |           |           |           |           |
| Jonatas Faro         | Samuel (Samuca)              |           | part.     |           |           |           |           |
| Allan César Dias     | Neco                         |           | part.     |           |           |           |           |
| Victória Rocha       | Nádia                        |           |           |           |           |           |           |
| Thiago Farias        | Gigio                        |           |           |           |           |           |           |
| Vivian Nagura        | Isabel (Bel)                 |           |           |           |           |           |           |
| Marina Belluzzo      | Lúcia Kruegger               |           |           |           |           |           |           |
| Chico Abreu          | Tatu                         |           |           |           |           |           |           |
| Nikolas Maciel       | Janjão                       |           |           |           |           |           |           |
| Camila Belluzzo      | Dina                         |           |           |           |           |           |           |
| Karen Roca           | Janu                         |           |           |           | part.     |           |           |
| Rafael Pongelupi     | André                        |           |           |           |           |           |           |
| Cauê Braga           | Diego                        |           |           |           |           |           |           |
| Guilherme Lima       | Luca                         |           |           |           |           |           |           |
| Gabriela Lebron      | Lila                         |           |           | part.     |           |           |           |
| Jander Veeck         | Zeca                         |           |           |           |           |           |           |
| Gabriel Belluzzo     | Maurício                     |           |           |           | part.     | part.     |           |
| Sthefany Brito       | Hannelore (Hanne)            |           |           |           |           |           |           |
| Thiago Santana       | Simão                        |           |           |           |           |           |           |
| Bruna Guasco         | Bruna                        |           |           |           |           |           |           |
| Maiara Otero         | Cecília (Ciça)               |           |           |           |           |           |           |
| Vanderson Paulino    | Bernardo                     |           |           |           |           |           |           |
| Rafael Peres Dutra   | Bento                        |           |           |           |           |           |           |
| Samir Alves          | Yago                         |           |           |           |           |           |           |
| Cauã Bernardes Souza | Guido                        |           |           |           |           |           |           |
| Yuri Xavier          | Yuri                         |           |           |           |           |           |           |
| Caio Romei           | Cassiano (Ruivo)             |           |           |           |           |           |           |
| Kayky Brito          | Fabrício Castelli            |           |           |           |           |           |           |
| Bruno Gagliasso      | Rodrigo Bragança D'Ávila     |           |           |           |           |           |           |
| Greta Antoine        | Inês Bragança D'Ávila        |           |           |           |           |           |           |
| Lucas Lourenço       | Matheus Bragança D'Ávila     |           |           |           |           |           |           |
| Giovanni Delgado     | Lucas Bragança D'Ávila       |           |           |           |           |           |           |
| Raissa Medeiros      | Talita Amarante Rocha (Tali) |           |           |           |           |           |           |

### Elenco recorrente
| Intérprete             | Personagem                       | Temporada | Temporada | Temporada | Temporada | Temporada | Temporada |
| Intérprete             | Personagem                       | 1 1997    | 2 1998    | 3         | 3         | 4 1999    | 5 2000    |
| Intérprete             | Personagem                       | 1 1997    | 2 1998    | 3.1 1998  | 3.2 1999  | 4 1999    | 5 2000    |
| ---------------------- | -------------------------------- | --------- | --------- | --------- | --------- | --------- | --------- |
| Carlos Mena            | Juiz Mendes                      |           |           |           |           |           |           |
| Carlos Mezquita        | Tobias                           |           |           |           |           |           |           |
| Sandra Peppe           | Edelmira                         |           |           |           |           |           |           |
| Francarlos Reis        | Guilherme Cícero (Senhor Triste) |           |           |           |           |           |           |
| Cacá Amaral            | Guilherme Cícero (Senhor Triste) |           |           |           |           |           |           |
| Dino Moreno            | Dr. Alfredo Feraschi             |           |           |           |           |           |           |
| Nelson Baskerville     | Henrique Ribeiro                 |           |           |           |           |           |           |
| Karine Carvalho        | Renata                           |           |           |           |           |           |           |
| Lissandro Kaell        | Vicente                          |           |           |           |           |           |           |
| Lissandro Kaell        | Fantasma / Edward                |           |           |           |           |           |           |
| Eliana César           | Sônia                            |           |           |           |           |           |           |
| Glória Portella        | Cláudia Feraschi                 |           |           |           |           |           |           |
| Luís Fernando Petzhold | Juca                             |           |           |           |           |           |           |
| Mauge Manigot          | Profª. Gardênia                  |           |           |           |           |           |           |
| Mauge Manigot          | Flor Caduca                      |           |           |           |           |           |           |
| Ariel Moshe            | Salvador / Horácio               |           |           |           |           |           |           |
| Ângela Correa          | Amanda Duarte                    |           |           |           |           |           |           |
| Fernando Neves         | Zigfrido                         |           |           |           |           |           |           |
| Roberto Arduim         | Samuel                           |           |           |           |           |           |           |
| Lia de Aguiar          | Condessa D'Egmont                |           |           |           |           |           |           |
| Anamá Ferreira         | Monique                          |           |           |           |           |           |           |
| Cristina Sano          | Satiko                           |           |           |           |           |           |           |
| Carlos Mani            | Renato                           |           |           |           |           |           |           |
| Elisa Nunes            | Eugênia                          |           |           |           |           |           |           |
| Elisa Nunes            | Anita                            |           |           |           |           |           |           |
| Ivana Peychaux         | Irmã Luiza                       |           |           |           |           |           |           |
| Cláudio Zacarias       | Tomás Carrasco                   |           |           |           |           |           |           |

### Participações especiais
| Lista de participações especiais | Lista de participações especiais | Lista de participações especiais |
| Intérprete                       | Personagem                       |                                  |
| -------------------------------- | -------------------------------- | -------------------------------- |
| Maria Estela                     | Emília                           |                                  |
| Cecilia Arellano                 | Letícia Souza                    |                                  |
| Carlos Weigle                    | Detetive Solano                  |                                  |
| Cintia Grillo                    | Mariana                          |                                  |
| Deborah Seabra                   | Marta                            |                                  |
| Lavínia Pannunzio                | Solange Ramos                    |                                  |
| William Amaral                   | Raimundo                         |                                  |
| Luiz Thomas                      | Dr. Luiz                         |                                  |
| Clóvis Gonçalves                 | Médico                           |                                  |
| Sebastião Campos                 | Juiz Maia                        |                                  |
| Aldine Müller                    | Dra. Marisa                      |                                  |
| Leonardo Franco                  | Otávio                           |                                  |
| Jorge Cerruti                    | Pedro Luna                       |                                  |
| Jayme Berenguer                  | Axel Marcone                     |                                  |
| Celso Batista                    | Sr. Ferreira Gomes               |                                  |
| Jéssica Nigro                    | Rosa dos Santos                  |                                  |
| Luka Ribeiro                     | Décio                            |                                  |
| Ana Trindade                     | Esther                           |                                  |
| Ana Trindade                     | Laura                            |                                  |
| Patricia Rozas                   | Dra. Fernanda                    |                                  |
| Patricia Rozas                   | Suzana                           |                                  |
| Daniel Natanson                  | Comprador                        |                                  |
| Malu Rocha                       | Marina                           |                                  |
| Paulo Leite                      | Isidoro                          |                                  |
| Felipe Reis                      | Léo                              |                                  |
| Tânia Bondezan                   | Amélia                           |                                  |
| César Pezzuoli                   | Rogério                          |                                  |
| Leticia Bota                     | Ângela                           |                                  |
| Gabriela Expósito                | Keila                            |                                  |
| Tadeu di Pietro                  | Franco                           |                                  |
| Giovanna Ribeiro                 | Lisa                             |                                  |
| Lourdes de Moraes                | Dra. Cecília                     |                                  |
| Felipe Wagner                    | Advogado                         |                                  |
| Norberto Lewin                   | Valdir                           |                                  |
| Norberto Lewin                   | Policial                         |                                  |
| Bárbara Frank                    | Paula                            |                                  |
| Felipe Blumenthal                | Mauro                            |                                  |
| Téo José                         | Narrador                         |                                  |
| Miriam Lins                      | Elza                             |                                  |
| Denise Fraga                     | Ela mesma                        |                                  |
| Ana Mendes                       | Dra. Camila                      |                                  |
| Silvia Oliva                     | Oficial de Justiça               |                                  |
| Fátima Oliveira                  | Lourdes                          |                                  |
| Odaisa Otero                     | Neli                             |                                  |
| Rodrigo Erquicia                 | Jorge / Homem-Gato               |                                  |
| Daniela Couto                    | Glória                           |                                  |
| Carlos Mariano                   | Emílio                           |                                  |
| Luciene Adami                    | Lívia                            |                                  |
| Carolina Vidotti                 | Priscila Vergueiro               |                                  |
| Daniela Marcondes                | Clarice                          |                                  |
| Yara de Novaes                   | Lurdinha                         |                                  |
| Gerson Steves                    | Nabuco                           |                                  |
| Alejandro Curtys                 | Baltazar Castelli                |                                  |
| Osmar Bornes                     | Delegado                         |                                  |
| Fabio Aste                       | Médico                           |                                  |
| Maria Luz Bridger                | Lígia Pinheiro                   |                                  |
| Ernando Tiago                    | Davi Machado                     |                                  |
| Edson Fieschi                    | Hermes Borges                    |                                  |
| Vanessa Santetti                 | Jade                             |                                  |
| Márcia Houri                     | Karine                           |                                  |

## Música

### Gravação
As músicas foram todas adaptadas em português das versões originais em espanhol de Chiquititas e gravadas por cantores profissionais dos quais não faziam parte da novela, sendo que nenhum ator mirim realmente cantou. O fato deu-se por Nilton Travesso, diretor de dramatugia da emissora na época, ter dificuldade de encontrar atores mirins que também cantassem bem. Entre os nomes que gravaram, estiveram Lais Yasmin (voz de Tati em "Mentirinhas"), Letícia Bello (voz de Maria em "Coração com Buraquinhos", Neco em "Lu-Lucita e Fran em "Crescer" e "O Que Você Fez?"), Maria Diniz (voz de Mili em "Era Uma Vez", "Mentirinhas" e "Me Passam Coisas"). Já as músicas dos atores adultos foram gravadas por eles mesmos, como Débora Olivieri e Magali Biff em "Bruxas Malvadas" e Gésio Amadeu em "O Chefe Chico", tendo como exceção Débora Falabella, Alex Benn e Marcos Pasquim, cujo os dois últimos as vozes em "Te Encontrei" e "Estou Louco" respectivamente é de Caio Flávio, e Flávia Monteiro no primeiro disco, cuja voz em "Por que Deus?" e "Te Encontrei" é de Thais Saccomani. Flávia, porém, se sentiu desconfortável e solicitou que a partir do segundo álbum ela mesma gravasse as músicas.
Muitos dos certificados de ouro e platina foram recebidos em programas de televisão como o Domingo Legal, apresentado pelo apresentador Gugu Liberato. O álbum de maior sucesso da novela foi o primeiro, que vendeu mais de 1,2 milhão de cópias. Em 1999 os quatro discos lançados já totalizavam 3 milhões de cópias. De acordo com o jornal O Estado de S. Paulo, cada um dos álbuns vendeu, no mínimo, mais de 200 mil cópias no Brasil. Um VHS contendo cinco clipes da novela foi lançado em dezembro de 1998, junto com a revista oficial Chiquititas. Todos os álbuns entraram para o streaming em 2018.

### Álbuns
| Álbum                | Detalhes                                            | Vendas        | Certificações     |
| -------------------- | --------------------------------------------------- | ------------- | ----------------- |
| Chiquititas          | - Lançamento: 1997 - Formato: CD - Gravadora: Sony  | - : 1,200,000 | - PMB: 3× Platina |
| Chiquititas Vol.2    | - Lançamento: 1998 - Formatos CD - Gravadora: EMI   | - : 800,000   | - PMB: 3× Platina |
| Chiquititas em Festa | - Lançamento: 1998 - Formato: CD - Gravadora: EMI   |               |                   |
| Chiquititas Vol.3    | - Lançamento: 1999 - Formato: CD - Gravadora: Sony  |               |                   |
| Chiquititas Vol.4    | - Lançamento: 1999 - Formato: CD - Gravadora: Abril |               | - PMB: Ouro       |
| Chiquititas Vol.5    | - Lançamento: 2000 - Formato: CD - Gravadora: Abril | - : 350,000   | - PMB: Ouro       |

## Recepção

### Produtos licenciados
Logo após sua estreia, a telenovela tornou-se extremamente popular atraindo centenas de merchandising e vendendo mais de 3 milhões de álbuns. No ano de 1998 a Revista Chiquititas promoveu um concurso de fã-clubes brasileiros das Chiquititas e o segundo ganhador foi o Chiqui-Sede, de São Paulo, que tinha como presidente Dodi Leal, hoje produtora cultural e professora de artes cênicas.

### Audiência
Em termos de Ibope, em pouco tempo a novela chegou a registrar médias expressivas que chegavam a acima dos 18 pontos. Ao final da primeira temporada, a novela registrou médias de 17 pontos, sendo considerada um grande sucesso, mantendo a audiência da sua antecessora, a mexicana, Maria do Bairro. Os bons índices se mantiveram até o fim da terceira temporada.
No entanto, a partir da quarta temporada a audiência começou a cair. A quinta temporada foi decisiva para o encerramento da novela: Enquanto Uga Uga da Rede Globo, registrava 43 pontos no mesmo horário, Chiquititas marcava apenas 10.
Além disso, as mexicanas Luz Clarita e O Diário de Daniela registraram maior audiência que Chiquititas, 14 e 12 pontos, respectivamente. 
Com estes resultados negativos e diante de uma crise econômica que assolava os dois países, somada ao custo do dólar, coube ao SBT decidir por não renovar o contrato com a Telefé.

## Outros projetos

### Musical
Após as produções musicais lançadas na Argentina, a versão brasileira também teve apresentações musicais ao vivo em seu país, com todo o elenco principal, em 1998, quando a telenovela estava na primeira fase da terceira temporada, o que se repetiu novamente na quarta temporada em 1999. Nesses anos, o elenco e a equipe deveriam estar em turnê por Recife, Fortaleza e Brasília, mas devido a questões orçamentais, a turnê foi cancelada e o grupo se apresentou apenas no Rio de Janeiro e São Paulo.

### As Crianças mais Amadas do Brasil
Após deixarem a novela, Paulo Nigro, Gisele Frade, Renata del Bianco, Beatriz Botelho, Giselle Medeiros, Luan Ferreira, Polyana López, Jéssica Nigro e Janderson Ferreira formaram o grupo As Crianças mais Amadas do Brasil em 1999, que chegou a lançar um álbum homônimo e uma turnê, quando Thiago Oliveira e Fabio Bruci Wu também se juntaram a eles, percorrendo o Brasil até se desfazer em 2000.